# ژان مارک مارتینز
ژان مارک مارتینز (انگلیسی: Jean-Marc Martinez؛ زادهٔ ۱۹ ژوئیهٔ ۱۹۵۶) بازیکن فوتبال اهل فرانسه است.
از باشگاه‌هایی که در آن بازی کرده‌است می‌توان به باشگاه فوتبال المپیک لیون و باشگاه فوتبال المپیک مارسی اشاره کرد.